# Ропчиці (станція)
Ропчиці (пол. Ropczyce) — лінійна залізнична станція в Польщі у невеликому місті Ропчиці.
Знаходиться на магістральній залізниці Краків-Ряшів-Медика.
Розташована в промзоні Чекай за 3,5 км від центру містечка.

## Сполучення
Має гарне сполучення з різними частинами Польщі.
Приміське:
- Тарнув — Ряшів-Головний
- Краків-Головний — Тарнув — Ряшів-Головний
- Тарнув — ряшів-Головний — Перемишль-Головний

Далеке: без пересадок можна добратися в Перемишль, Вроцлав, Варшаву, Познань, Щецин, Гданськ, Краків тощо. Окремі швидкі поїзди в Ропчицях не зупиняються.
Міжнародне:
- Через станцію курсує нічний пасажирський поїзд «Львівський експрес» Вроцлав-Львів.
- Є можливість доїхати на ТЛК до Перемишля, де пересісти на швидкісний електропоїзд Інтерсіті+ за маршрутом Перемишль — Львів —Київ. Таким чином проїзд з Ропчиць до Києва обійдеться у 550 грн. та 9 годин (станом на січень 2017 року).[1]